# Synchlora sitellaria
Synchlora sitellaria là một loài bướm đêm trong họ Geometridae.